# متیو موداین
متیو آوری موداین (به انگلیسی: Matthew Avery Modine)بازیگر آمریکایی است که بیشتر به خاطر ایفای نقش سرباز جوکر در فیلم غلاف تمام فلزی ساخته ۱۹۸۷ استنلی کوبریک شهرت یافته است. وی همچنین در سریال چیزهای عجیب نقش منفی است و شخصیت «پاپا» را بازی می‌کند.

## فیلمهای مطرح

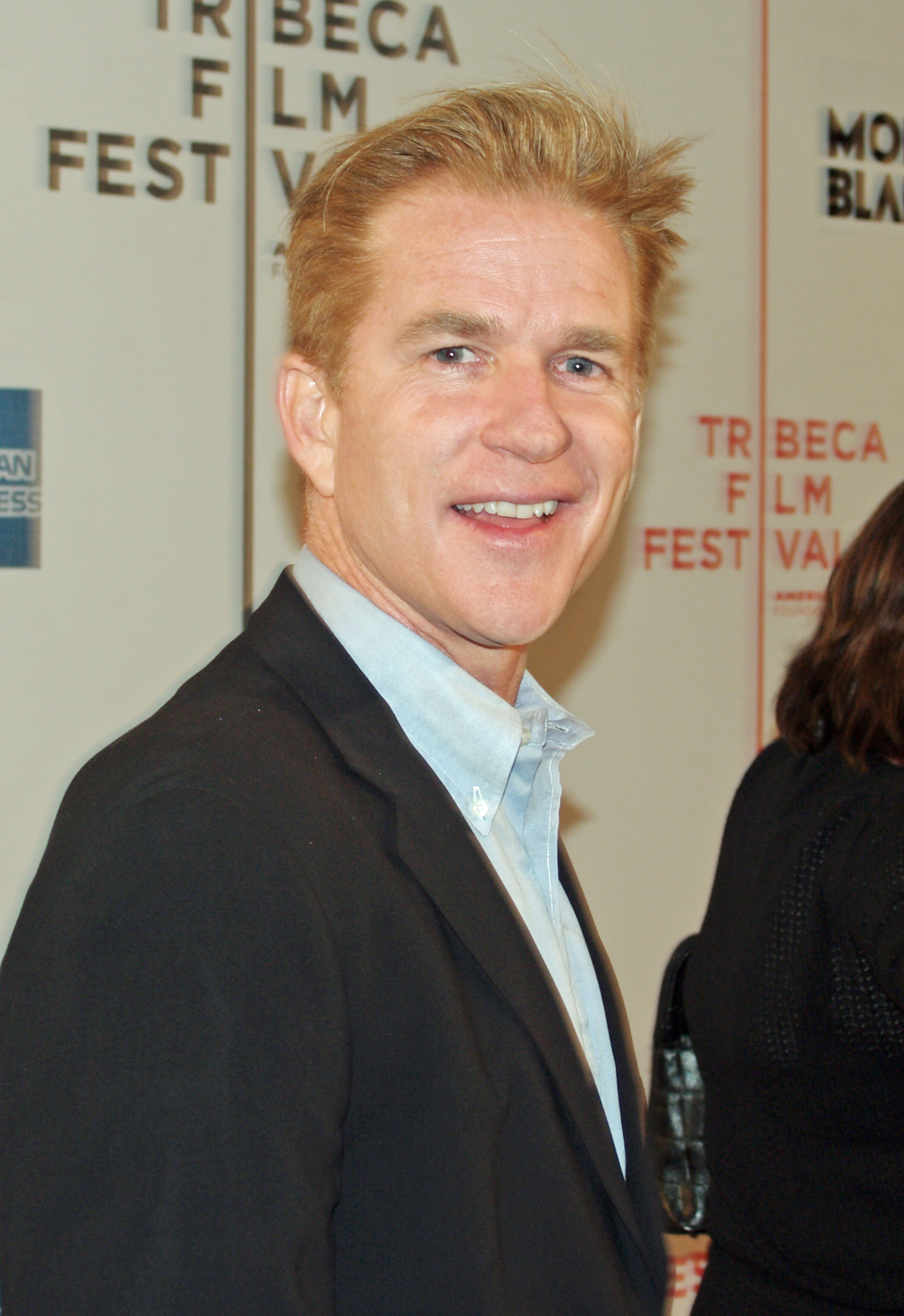
متیو موداین

- ویژن کوئست-۱۹۸۵
- غلاف تمام فلزی - ۱۹۸۷
- ازدواج با گروه تبهکاران - ۱۹۸۸
- ممفیس بل (۱۹۹۰)
- ارتفاعات آرام (۱۹۹۱)
- برش‌های کوتاه - ۱۹۹۳
- فلوک - ۱۹۹۵
- جزیره کاتروت (۱۹۹۵)
- سازنده(۱۹۹۷)
- طلاق (۲۰۰۳)
- تنگ ماهی (۲۰۰۶)
- برو برو قصه‌ها (۲۰۰۷)
- باغ عدن (۲۰۰۸)
- سکس و دروغ در شهر گناه (۲۰۰۸)
- شوالیه تاریکی برمی‌خیزد (۲۰۱۲)
- دختر در حال پیشرفت (۲۰۱۲)
- سیکاریو ۲: روز سرباز (۲۰۱۸)
- مایل‌های سخت (۲۰۲۴)